# Бегство от смерти
«Бегство от смерти» (англ. Stranger at My Door) — американский телефильм режиссёра Винсента МакЭвети, триллер с главными ролями Роберта Уриха, Марки Пост и Джеймса Гэммона.

## Сюжет
Джой Фортьер — бывший преступник, скрывающийся от полицейских. Он также вынужден вместе со своими двумя детьми — Робертом и Синди скрываться от главаря бандитов, родственника его супруги. Он с детьми убежал и начинает новую жизнь на одной пустынной ферме. Однажды они обнаруживают женщину, которая ранена. Её зовут Шэрон и, оказывается, она бежала от наёмного убийцы, нанятого её мужем. Джой скрывает её у себя до тех пор, пока его ферму не находят бандиты. Во время перестрелки Джой ранен, но ему удаётся убить главаря бандитов. Шэрон помещает его в больницу. Муж Шэрон продолжает её искать. Но в конце концов муж Шэрон был убит. Джой с детьми и Шэрон уезжают в Уичито в Канзас, надеясь начать новую жизнь.

## В ролях
- Роберт Урих — Джой Фортьер
- Марки Пост — Шэрон Дэнси
- Джеймс Гэммон — шериф Биттерман
- Майкл Бек — Джимми Ли Дэнси
- Хэлен Гриффитс — Лэверн
- Ник Стал — Роберт Фортьер
- Лорен Стэнли — Синди Фортьер
- Дэнни Спир — Депюти Старк
- Брэд Лиланд — Алан Флетчер
- Бернард Энгель — доктор
- Дэнни Спир — лейтенант Мак Иверс

## Интересные факты
- Фильм был показан впервые 27 сентября 1991 года в США
- Съёмки фильма проводились в окрестностях города Остина в штате Техас
- Этот фильм был сделан специально для телевидения
- Этот фильм является ремейком одноимённого фильма-спектакля 1956 года «Stranger at My Door» («Незнакомец у моей двери»)

## Другие названия
- Dead Run — Бегство от смерти
- Stranger at My Door — Незнакомец у моей двери